# Isognathus menechus
Espèce
Isognathus menechus  est  une espèce d’insectes lépidoptères de la famille des Sphingidae, de la sous-famille des Macroglossinae, de la tribu des Dilophonotini.

## Description
C'est une espèce à corps lourd. La partie supérieure du corps et des ailes antérieures présente une dominante gris bleuâtre et les bandes situées sur la partie supérieure de l'abdomen sont bien marquées.

## Répartition et habitat
Répartition
L'espèce est connue à Cuba, en Bolivie, en Argentine et au Brésil.
Habitat
L'habitat est représenté par les forêts tropicales, à partir du niveau de la mer jusqu'à des altitudes moyennes.

## Biologie
L'espèce est multivoltine, avec des adultes qui volent pendant tous les mois de l'année. Les chenilles se nourrissent sur  Himatanthus lancifolius.

## Systématique
L'espèce Isognathus menechus  a été décrite  par le naturaliste français Jean-Baptiste Alphonse Dechauffour de Boisduval en 1875 .

### Synonymie
- Sphinx menechus Ménétriés, 1857 protonyme
- Anceryx menechus Boisduval, 1875
- Isognathus amazonicus Butler, 1876